# 서귀포여자고등학교
서귀포여자고등학교(西歸浦女子高等學校)는 대한민국 제주특별자치도 서귀포시 호근동에 있는 공립 고등학교이다.

## 학교 연혁
- 1963년 1월 22일 : 3학급 설립 인가 (서귀여자중학교에 병설)
- 1963년 3월 15일 : 개교 (서귀여자중학교에 병설, 서귀동 713번지, 솔 동산 부지)
- 1963년 3월 17일 : 초대 교장 강종숙 선생 취임
- 1965년 11월 22일 : 서귀동 284-7번지(뒷뱅디 부지)로 이설
- 1975년 6월 7일 : 현 부지(서귀포시 호근동 1561번지)로 신축 이설(서귀여자중학교와 분리)
- 1981년 9월 28일 : 24학급 증설인가
- 1989년 8월 28일 : 서귀포여자고등학교로 교명 변경
- 1994년 6월 30일 : 실내 수영장 준공
- 1998년 2월 27일 : 학교급식소 준공 및 개소식(172.3평)
- 2000년 6월 1일 : 교과 교실 8개실 증축
- 2002년 2월 23일 : 본관 1, 2, 3층 교실 개축
- 2003년 9월 23일 : 양지 체육관 준공
- 2004년 12월 22일 : 잔디 운동장 조성
- 2012년 3월 1일 : 자율형 공립고등학교 지정 운영(~2017.02.28)
- 2014년 12월 31일 : 기숙사(우정학사) 준공 및 운동장 트랙 완공
- 2019년 3월 1일 : 고교학점제 연구학교 지정(2019~2021)
- 2022년 9월 1일 : 제24대 양순우 교장 취임
- 2024년 1월 24일 : 제59회 졸업 177명(졸업생 총 수 15,513명)
- 2024년 3월 1일 : 고교학점제 준비학교 지정, AI정보교육 중심학교 지정

## 참고 자료
- 서귀포여자고등학교 - 한국교육학술정보원 학교알리미